# Van Dongen (geslacht)

Familiewapen van Van Dongen

Van Dongen is een oud adellijk geslacht waarvan een lid sinds 1814 tot de Nederlandse adel behoorde en met wie het geslacht in 1830 uitstierf.

## Geschiedenis
De stamreeks begint met Gerrit van Dongen die in 1572 tot dijkgraaf van Salland werd benoemd. Nadat zijn achterkleinzoon Cornelis van Dongen, heer van Oldengaerden (1630-1731) in 1664 zijn riddermatigheid had bewezen werd hij toegelaten tot de ridderschap van Drenthe. Zijn achterkleinzoon Anton Bernard Coenraad van Dongen tot Oldengaerden (1744-1830) werd in 1814 benoemd in de ridderschap van Drenthe, en werd er voorzitter van. Met hem stierf het 'adellijke geslacht' in 1830 uit.

## Enkele telgen
Gerrit van Dongen, dijkgraaf van Salland
- Cornelis van Dongen (1560-1636), burgemeester en schout van Zwolle en Zwollerkerspel, bezat de havezathe Zalne in Zwollerkerspel
  - Gerrit van Dongen († 1636)
    - Cornelis van Dongen, heer van Oldengaerden en Dunningen ([1630]-1713), lid van de ridderschap van Drenthe
      - Cornelis van Dongen, heer van Dunningen, Oldengaerden en Vledderinge (1665-1723), lid van de ridderschap van Drenthe
        - Cornelis van Dongen, heer van Oldengaerden en Westdorp (1716-1758), lid van de ridderschap van Drenthe
          - jhr. Anton Bernard Coenraad van Dongen tot Oldengaerden (1744-1830), lid en voorzitter van de ridderschap van Drenthe, laatste telg van het adellijke geslacht